# Doble
Doble (przed 1945 r. niem. Döbel) – wieś w północno-zachodniej Polsce położona w województwie zachodniopomorskim, w powiecie białogardzkim, w gminie Tychowo. W latach 1975–1998 wieś należała do województwa koszalińskiego. Według danych GUS w 2021 wieś miała 66 stałych mieszkańców. Wieś wchodzi w skład sołectwa Motarzyn.

## Położenie
Wieś leży ok. 1,5 km na południe od Motarzyna, nad brzegiem rzeki Parsęty, między Motarzynem a Borzęcinem.

## Toponimia
Niemiecka nazwa miejscowości Döbel wywodziła się od ryby z rodziny karpiowatych o tej samej nazwie, której niezliczone ilości wyławiano z Parsęty (pol. kleń). Po wojnie polską nazwę miejscowości Doble dopasowano do nazwy, która obowiązywała do roku 1945. 

## Historia
Stare lenno rodziny von Kleist (Kleszczów), które w części przeszło w XVIII wieku w ręce rodziny von Woldek. W początkach XX wieku całość stała się własnością Ernsta von Zastrow z Borzęcina. Do końca II wojny światowej wielokrotnie zmieniali się właściciele (Jagenow, Mielke, von Glasenapp, Hammer, Bruns, Bensel, Muhr, Milbrands).

## Zabytki
- park krajobrazowy o pow. 2 ha, założony w drugiej połowie XIX wieku; w parku dominuje drzewostan liściasty, większe okazy to lipa i wiąz
- młyn wodny pochodzący z początków XX wieku; pięciokondygnacyjny, ceglany
- cmentarz z XIX wieku.

## Gospodarka
We wsi znajduje się na tę chwilę zamknięty zakład przetwórstwa rybnego (w budynku dawnego młyna i nowej hali postawionej obok). 